# Blefarospazm
Blefarospazm (z łac. blepharospasmus) – kurcz powiek. Polega na czynnym skurczu mięśnia okrężnego oczu.
Skurcz może mieć różne nasilenie: od zwiększonej częstości mrugania do pełnej czynnościowej ślepoty z powodu niemożności otwarcia powiek. Zazwyczaj objawy nasilane są przez jasne oświetlenie (chorzy często noszą ciemne okulary) lub oglądanie telewizji.

## Leczenie
- mikrodekompresja naczyniowa korzenia nerwu trójdzielnego
- botulina
- klonazepam
- gabapentyna